# Лі Джу Мьон
У цьому корейському імені прізвище (Лі) стоїть перед особовим ім'ям.
Лі Джу Мьон (кор. 이주명, 李柱明; нар. 1 грудня 1993) — південнокорейська акторка та модель. Вона дебютувала на телебаченні та в кіно з серіалом «Мої співгромадяни!» (2019) і найбільш відома своїми ролями у серіалах «Кайрос» (2020) і «Двадцять п’ять, двадцять один» (2022).

## Життя і кар'єра
Лі Джу Мьон (кор.: хангиль: 이주명) народилась 1 грудня 1993 року в Південній Кореї.
У 2016 році Джу Мьон почала модельну кар'єру і вперше знялася в музичному кліпі під назвою «Don't Leave» (떠나지마; tteonajima) Ян Да Іля. Це спонукало її до подальшої акторської гри, і згодом вона дебютувала як актриса в телесеріалі KBS2 «Мої співгромадяни!» (2019).

## Інші сфери діяльності

### Співробітництво з брендами
У жовтні 2020 року Джу Мьон була обрана моделлю для південнокорейського бренду косметики Hince. Представник бренду заявив: «Ми вважаємо, що чуттєва та витончена атмосфера навколо Лі Джу Мьон добре відповідає іміджу бренду. Ми з нетерпінням чекаємо подальшого співробітництва».
У вересні 2022 року світовий модний бренд Mango Tail обрав Лі першою корейською моделлю бренду. Офіційний представник бренду сказав: «Акторка Лі Джу Мьон має унікальний і модний шарм, які відповідають іміджу бренду».

## Фільмографія

### Телесеріали
| Рік  | Назва                           | Назва               | Роль         | Замітки          | Мережа | Прим. |
| Рік  | Українською                     | Корейською          | Роль         | Замітки          | Мережа | Прим. |
| ---- | ------------------------------- | ------------------- | ------------ | ---------------- | ------ | ----- |
| 2019 | «Мої співгромадяни!»            | 국민 여러분!        | Хван Син Ї   |                  | KBS2   | [ 3 ] |
| 2020 | «Музика лікарні»                | 슬기로운 의사생활   | Продюсер Сон | Камео (Епізод 1) | tvN    | [ 3 ] |
| 2020 | «Зниклий: Інша сторона»         | 미씽: 그들이 있었다 | Чан Мі       | 1 сезон          | OCN    | [ 3 ] |
| 2020 | «Кайрос»                        | 카이로스            | Пак Су Джун  |                  | MBC    | [ 3 ] |
| 2021 | «Заціни подію»                  | 이벤트를 확인하세요 | Чан Ру Рі    |                  | MBC    | [ 5 ] |
| 2022 | «Двадцять п’ять, двадцять один» | 스물다섯 스물하나   | Чі Сон Ван   |                  | tvN    | [ 6 ] |
| 2023 | «Сім'я: Нерозривний зв'язок»    | 패밀리              | Тінь         | Камео (Епізод 7) | tvN    | [ 7 ] |
| 2023 | «Квіти цвітуть на піску»        | 모래에도 꽃이 핀다  | О Ю Кьон     |                  | ENA    | [ 8 ] |

### Радіопередачі
| Рік  | Назва                | Роль               | Замітки   | Мережа                   | Прим. |
| ---- | -------------------- | ------------------ | --------- | ------------------------ | ----- |
| 2022 | «Збільшити гучність» | Спеціальний діджей | 16 серпня | KBS Cool FM, U-KBS Music | [ 9 ] |

### Музичні відео
| Рік  | Назва                         | Виконавець                 | Тривалість | Прим.  |
| ---- | ----------------------------- | -------------------------- | ---------- | ------ |
| 2016 | «Don't Leave» (떠나지마)      | Ян Да Іль                  | 3:27       | [ 10 ] |
| 2016 | «Who's Got You Singing Again» | PREP                       | 4:49       | [ 10 ] |
| 2017 | «Second Date»                 | Sugarbowl                  | 3:38       | [ 1 ]  |
| 2017 | «Hold Me Down»                | Dumbfoundead               | 3:11       | [ 1 ]  |
| 2017 | «Summer Go Loco»              | Loco (з Gray)              | 3:12       | [ 1 ]  |
| 2017 | «Snow» (눈)                   | Zion.T (з Лі Мун Се)       | 7:14       | [ 11 ] |
| 2018 | «Don't Leave» (떠나지마요)    | Block B                    | 3:59       | [ 10 ] |
| 2018 | «Crazy» (미쳤나봐)            | Мартін Сміт (з Чон Сон Ха) | 8:02       | [ 11 ] |
| 2021 | «Tang!♡» (탕!♡)               | Міно                       | 3:15       | [ 10 ] |

## Дискографія

### Саундтреки
| Назва                                                    | Рік  | Пікові позиції в чартах | Пікові позиції в чартах | Альбом                       |
| Назва                                                    | Рік  | Корея                   | Корея                   | Альбом                       |
| Назва                                                    | Рік  | Gaon                    | Hot 100                 | Альбом                       |
| -------------------------------------------------------- | ---- | ----------------------- | ----------------------- | ---------------------------- |
| «With» (з Чхве Хьон Ук, Бона, Кім Тхе Рі та Нам Чу Хьок) | 2022 | 40                      | 54                      | «Twenty-Five Twenty One OST» |

## Нагороди та номінації
| Церемонія нагородження | Рік  | Категорія             | Номінант / Робота | Результат | Прим.  |
| ---------------------- | ---- | --------------------- | ----------------- | --------- | ------ |
| Премія MBC драма       | 2020 | Найкраща нова акторка | «Кайрос»          | Номінація | [ 14 ] |